# Limay (Francja)
Limay – miejscowość i gmina we Francji, w regionie Île-de-France, w departamencie Yvelines. Przez miejscowość przepływa Sekwana. 
Według danych na rok 1990 gminę zamieszkiwało 12 660 osób, a gęstość zaludnienia wynosiła 1103 osób/km² (wśród 1287 gmin regionu Île-de-France Limay plasuje się na 207. miejscu pod względem liczby ludności, natomiast pod względem powierzchni na miejscu 304.).